# Otterville (Illinois)
Otterville és una població dels Estats Units a l'estat d'Illinois. Segons el cens del tenia 120 habitants.

## Demografia
Segons el cens del 2000, Otterville tenia 120 habitants, 41 habitatges, i 33 famílies. La densitat de població era de 46,3 habitants/km².
Dels 41 habitatges en un 41,5% hi vivien nens de menys de 18 anys, en un 65,9% hi vivien parelles casades, en un 9,8% dones solteres, i en un 19,5% no eren unitats familiars. En el 17,1% dels habitatges hi vivien persones soles el 4,9% de les quals corresponia a persones de 65 anys o més que vivien soles. El nombre mitjà de persones vivint en cada habitatge era de 2,93 i el nombre mitjà de persones que vivien en cada família era de 3,36.
Per edats la població es repartia de la següent manera: un 34,2% tenia menys de 18 anys, un 5,8% entre 18 i 24, un 26,7% entre 25 i 44, un 25% de 45 a 60 i un 8,3% 65 anys o més.
L'edat mediana era de 34 anys. Per cada 100 dones de 18 o més anys hi havia 92,7 homes.
La renda mediana per habitatge era de 34.063 $ i la renda mediana per família de 34.375 $. Els homes tenien una renda mediana de 33.000 $ mentre que les dones 16.000 $. La renda per capita de la població era de 10.588 $. Aproximadament el 14,7% de les famílies i el 14,6% de la població estaven per davall del llindar de pobresa.

## Poblacions més properes
El següent diagrama mostra les poblacions més properes.